# عبد الحميد أحمد (كاتب)
عبد الحميد أحمد هو صحفي وكاتب وقاص إماراتي، ورئيس تحرير صحيفة غلف نيوز.

## سيرة ذاتية
- تاريخ ومكان الميلاد: دبي 1957م [3]
- رئيس تحرير صحيفة «جلف نيوز» التي تصدر باللغة الإنجليزية في دبي.
- الأمين العام لمؤسسة سلطان بن علي العويس الثقافية، دبي.
- كاتب قصة قصيرة.
- صحفي، وكاتب مقالات.
- ساهم بالكتابة في المجلات الأهلية ومجلة «أخبار دبي»، والصحف المحلية خلال السبعينيات كهاوٍ وغير متفرغ.
- بدأ حياته المهنية في الصحافة اعتباراً من العام 1979 بالعمل في مجلة «الأزمنة العربية» التي صدرت بالشارقة وتدرج إلى أن أصبح مديراً للتحرير فيها.
- عمل في صحيفة «الاتحاد» من العام 1982 ولغاية 1988 مسؤولاً للشؤون الثقافية بمكتب دبي والإمارات الشمالية، ومن ثم محرراً ومراجعاً بالديسك المركزي في مقر الجريدة بأبوظبي.
- عمل في صحيفة «البيان» من عام 1988 ولغاية 2000 رئيساً لقسم الاقتصاد، فمديراً للتحرير حتى أكتوبر عام 2000.
- إضافة لعمله المهني بالصحافة، ساهم بالكتابة اليومية والأسبوعية ومن خلال الزوايا التالية:
- قطرة ضوء، مجلة «الأزمنة العربية».
- لحظة صهيل، صحيفة «الاتحاد».
- مع الناس، صحيفة «البيان»، واستمرت الزاوية بدءاً من العام 1990 ولغاية 2000م.
- عضو مشارك في الجمعيات الثقافية والمحلية، أهمها:
- رئيس اتحاد كتاب وأدباء الإمارات لدورات عدة.
- عضو ندوة الثقافة والعلوم.
- عضو جمعية حماية المستهلك.
- عضو جمعية الصحفيين.
- شارك في العديد من المؤتمرات، والندوات، والمهرجانات الثقافية، والعلمية، والإعلامية، محلياً وعربياً ودولياً، كما مثّل الدولة في عدد منها [4]

## مؤلفاته
صدرت له الأعمال التالية:
- مجموعة قصصية:
- السباحة في عينيّ خليج يتوحش (قصص 1982، دار الكلمة للنشر، بيروت، لبنان).
- البيدار (قصص، عام 1984، دار الكلمة للنشر، بيروت، لبنان).
- على حافة النهار (قصص 1992، اتحاد كتاب وأدباء الإمارات).
- مقالات صحفية:
- خربشات في حدود الممكن (مقالات 1997، مؤسسة البيان للصحافة والنشر).
- النظام العالمي الضاحك (مقالات 2000م، اتحاد كتاب وأدباء الإمارات).
- جيوب أنفية لإحلال السلام ( 2003 – دار المدى، دمشق، سوريا).

## الجوائز
حصل على جائزة أوائل الإمارات عام 2016 كأول رئيس لاتحاد كتاب وأدباء الإمارات